# Arturo Imedio
Arturo Imedio Romeo (Miranda de Ebro, 15 de junio de 1930- 5 de abril de 1990) fue un baloncestista español de los años 50'. Nació en la localidad burgalesa de Miranda de Ebro el 15 de junio de 1930 y falleció en 1990.
Fue jugador del Liceo Francés, Atlético de Madrid y del Real Madrid, llegando a ser internacional con la Selección de baloncesto de España en 38 ocasiones. Su carrera profesional estuvo marcada de éxitos entre los que destacan la medallas de plata y oro en los Juegos Mediterráneos de 1951 y 1955 respectivamente.

Tras su retirada como jugador de baloncesto en 1957 se inició como entrenador en AR Cuenca y llegó a ser secretario general de la Federación Española de Baloncesto entre 1966 y 1986.

## Clubes
- ¿?-1951: Liceo Francés de Madrid
- 1953-1955: Atlético de Madrid
- 1955-1957: Real Madrid

## Títulos
- 2 Juegos Mediterráneos: Medalla de plata (1951) y Medalla de oro (1955)
- 1 Campeonato de Castilla: 1951 con el Liceo Francés.
- 1 Ligas españolas: 1957 con el Real Madrid.
- 2 Copas de España: 1956 y 1957 con el Real Madrid.

## Otros
Participó con la Selección de baloncesto de España en el primer Mundobasket de la historia que se celebró en Buenos Aires (Argentina) en el año 1950.